# 御長広岳
御長 広岳（みなが の ひろおか）は、平安時代初期の貴族。氏は御中とも記される。知太政官事・舎人親王の孫で、池田王の子とする系図がある。官位は従四位下・伊勢守。勲等は勲五等。

## 経歴
天平宝字7年（763年）父親と見られる池田親王が、自らの子女の内で母親が凶賊（橘奈良麻呂の乱の加担者またはその親族か）であった5名について、かつて皇籍から削除していたが戸籍がない状態となることを懸念して、御長真人姓を賜与されることを願って許されている。この時に広岳も御長真人姓となったか。
延暦15年（796年）5月に渤海使・呂定琳を送り届けるために送渤海客使に任ぜられて、式部大録・桑原秋成と共に渤海へ渡る（この時の官位は正六位上・上野介）。渤海まで無事に呂定琳と回賜品を送り届けて帰国する際に、渤海国王・大嵩璘から使人派遣の打診を受けるが、日本の朝廷から渤海使の受け入れについて許可を得ていないことを理由に辞退している。同年10月に渤海王の啓を携えて朝廷に復命し、桑原秋成と共に昇叙を受けて広岳は従五位下に叙爵する。延暦18年（799年）大学助に任ぜられて京官に遷る。
その後、正五位下まで昇進し、桓武朝末の延暦25年（806年）2月左中弁に任ぜられる。また同年3月の桓武天皇の葬儀にあたっては御装束司を務めている。平城朝では、宮内大輔・左中弁を歴任する。
大同5年（810年）に発生した薬子の変に際しては嵯峨天皇側に与する。広岳は従四位下に叙せられ、小野岑守・坂上広野と共に近江国へ派遣されて国府と故関（逢坂関）の守護を担当し、乱後伊勢守に転じた。
弘仁8年（817年）3月27日卒去。享年69。最終官位は散位従四位下。

## 官歴
『六国史』による。
- 天平宝字7年（763年） 8月19日：賜姓（御長真人姓）
- 時期不詳：正六位上。上野介
- 延暦15年（796年） 5月17日：送渤海客使。10月4日：従五位下
- 延暦18年（799年） 4月1日：大学助
- 時期不詳：正五位下
- 延暦25年（806年） 2月16日：左中弁。3月18日：御装束司（桓武天皇葬儀）
- 大同3年（808年） 8月3日：宮内大輔。8月22日：左中弁
- 大同5年（810年） 9月10日：従四位下。9月16日：伊勢守

## 系譜
- 父：池田王[3]
- 母：不詳
- 生母不明の子女
  - 男子：御長広道[3]